# シャロン・グレス
シャロン・グレス（Sharon Marguerite Gless、1943年5月31日 - ）は、アメリカ合衆国の女優。

## 来歴
ロサンゼルス出身。主にテレビドラマを中心に活躍、1982年から1988年まで『女刑事キャグニー&レイシー』にクリス・キャグニー刑事役で第2シーズンからレギュラー出演し、1986年と1987年の2年連続でプライムタイム・エミー賞主演女優賞（ドラマシリーズ部門）を、1986年の第43回ゴールデングローブ賞主演女優賞（ドラマシリーズ部門）を受賞した。1991年から『女弁護士ロージー・オニール』に主演、第48回ゴールデングローブ賞主演女優賞（ドラマシリーズ部門）を受賞したほか、多くの賞にノミネートされるなど、その演技は高い評価を受けている。
『女刑事キャグニー&レイシー』でプロデューサーをつとめたバーニー・ローゼンツワイグと1991年に結婚。

## 主な出演作品

### 映画
- エアポート'75 Airport 1975 (1974)
- アイランダー The Islander (1978) テレビ映画
- 地獄の大墜落/エア・インフェルノ Crash (1978) テレビ映画
- ステップフォード・タウンの謎 Revenge of the Stepford Wives (1980) テレビ映画
- キャッシー・ミラーの奇跡 The Miracle of Kathy Miller (1981) テレビ映画
- 密殺集団 The Star Chamber (1983)
- マザー Honor Thy Mother (1992) テレビ映画
- 女刑事キャグニー&レイシー/ザ・リターン Cagney & Lacey: The Return (1994) テレビ映画
- 女刑事キャグニー&レイシー/トゥギャザー・アゲインCagney & Lacey: Together Again (1995) テレビ映画
- 女刑事キャグニー&レイシー/トゥルー・コンビクション Cagney & Lacey: True Convictions (1996) テレビ映画
- Hannah Free (2009)
- アメリカン・プリズン Once Fallen (2010)

### テレビドラマ
- ドクター・ウェルビー Marcus Welby, M.D. (1972 - 1976)
- エマージェンシー! Emergency! (1972, 1975)
- ロックフォードの事件メモ The Rockford Files (1974, 1976)
- 華麗な探偵ピート&マック Switch (1975 - 1978)
- 遥かなる西部 第12話「永遠の大地」 Centennial: The Scream of Eagles (1979) テレビミニシリーズ
- 逆転夫婦 Turnabout (1979)
- 女刑事キャグニー&レイシー Cagney & Lacey (1982 - 1988)
- 女弁護士ロージー・オニール The Trials of Rosie O'Neill (1990 - 1992)
- クィア・アズ・フォーク Queer as Folk (2000 - 2005)
- ステート・ウイズイン 〜テロリストの幻影〜 The State Within (2006)
- バーン・ノーティス 元スパイの逆襲 Burn Notice (2007 - 2013)
- NIP/TUCK マイアミ整形外科医 Nip/Tuck (2008 - 2009)
- Adoptable (2016)
- エクソシスト The Exorcist (2016)

## 受賞
- 第38回プライムタイム・エミー賞主演女優賞（ドラマシリーズ部門）（『女刑事キャグニー&レイシー』、1986年）
- 第39回プライムタイム・エミー賞主演女優賞（ドラマシリーズ部門）（『女刑事キャグニー&レイシー』、1987年）
- 第43回ゴールデングローブ賞主演女優賞（ドラマシリーズ部門）（『女刑事キャグニー&レイシー』、1986年）
- 第48回ゴールデングローブ賞主演女優賞（ドラマシリーズ部門）（『女弁護士ロージー・オニール』、1991年）[2]